# マウレタニア・ティンギタナ

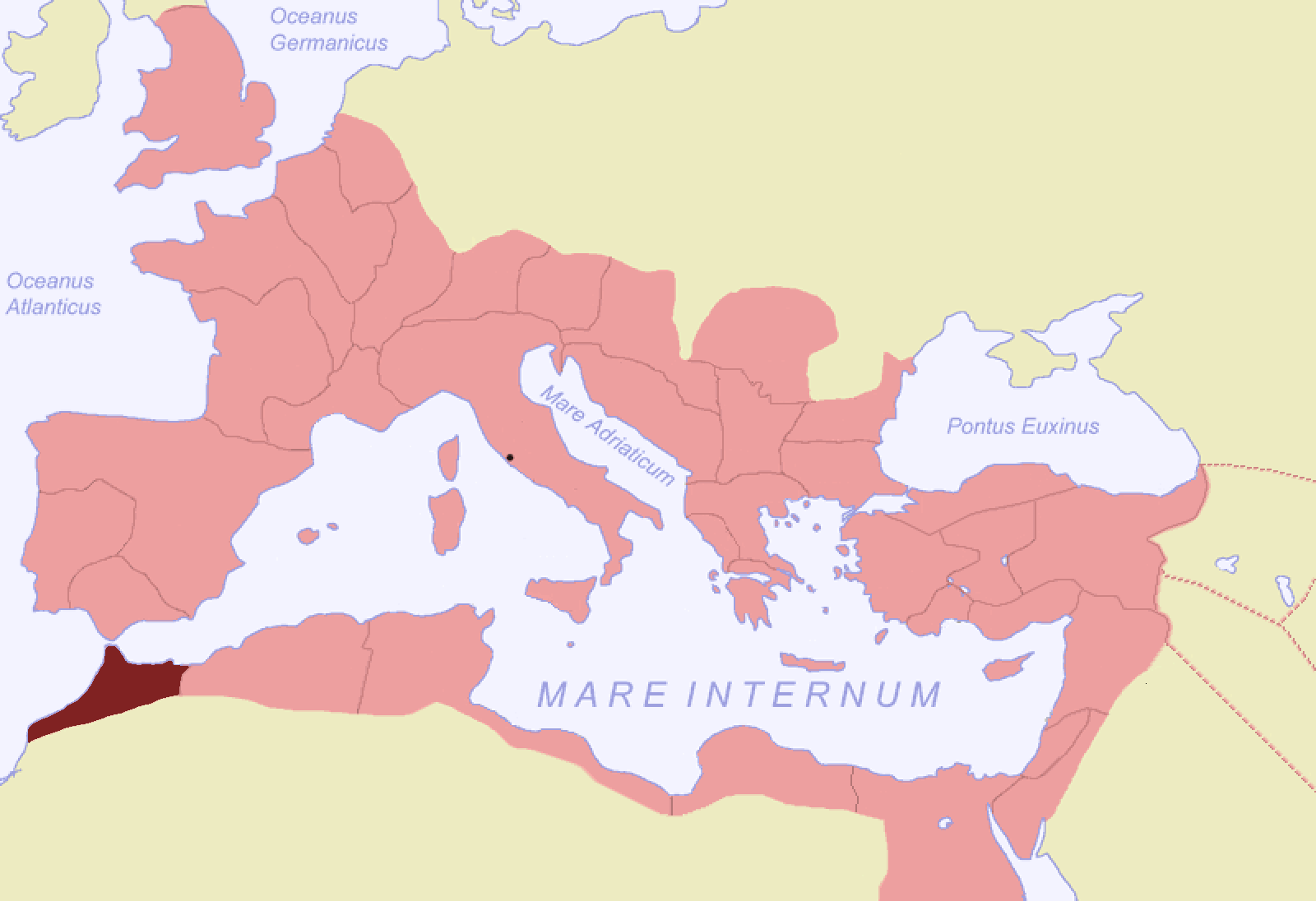
属州の位置

マウレタニア・ティンギタナ（ラテン語: Mauritania Tingitana）はローマ帝国の属州である。領域は、現在のモロッコ北部にあたる。北はジブラルタル海峡に面した半島までで、海峡に面して州都ティンギス（現 タンジェ）がある。南はアトラス山脈の北に位置するヴォルビリスやサラ・コロニア（現 ラバト）まで、東はムルヤ川でマウレタニア・カエサリエンシス属州と接している。その他、属州内の主な植民市としてバナサ(英語版)、セプテム(英語版)（現 セウタ）、ルサディール(英語版)（現 メリリャ）、リクス(英語版)（現 アライシュ）などがある。

## 歴史
ローマの属国であったマウレタニアの王 プトレマイオス(英語版)がAD40年に没した後、ローマ帝国皇帝クラウディウスはその国土を属州とし、東西に2つに分割して統治した。その西側部分がマウレタニア・ティンギタナである。429年にヴァンダル族がジブラルタル海峡を渡りこの地方に進出するまで、ローマ帝国の属州であった。
属州で最も重要な都市はヴォルビリスで、ローマ帝国にとって西アフリカの経済及び政治の中心であった。肥沃な国土で小麦やオリーブ・オイルを生産し、帝都ローマに輸出することで、この地に富をもたらした。考古学研究より、この地にも通商に携わるユダヤ人コミュニティーがあったことが分かっている。そのほか重要な産品としては紫色の染料や高級な木材、ライオンやヒョウなどの動物が輸出されていた。また、マウリ人（ムーア人）は優秀な騎兵として需要が高かった。

## 都市一覧
|        | ローマ時代の都市名             | 同左 ラテン語表記     | 現代の都市名                |
| ------ | ------------------------------ | --------------------- | --------------------------- |
| 属州都 | ティンギス                     | Tingis                | タンジェ（モロッコ）        |
|        | ヴォルビリス                   | Volubilis             |                             |
|        | サラ・コロニア                 | Sala Colonia          | ラバト（モロッコ 首都）     |
|        | セプテム                       | Septem                | セウタ（スペイン 飛地領）   |
|        | ルサディール                   | Rusadir               | メリリャ（スペイン 飛地領） |
|        | ユリア・ヴァレンティア・バナサ | Iulia Valentia Banasa |                             |
|        | リクス                         | Lixus                 | アライシュ（モロッコ）      |